# Wojciech Natusiewicz
Wojciech Natusiewicz (ur. 7 lipca 1975 w Koszalinie) – polski sztangista, olimpijczyk z Atlanty 1996.
Jako junior zdobył w roku 1991 srebrny medal mistrzostw Europy juniorów (w wadze 52 kg). w roku 1995 na młodzieżowych mistrzostwach świata i Europy zdobył brązowe medale.
Wielokrotny medalista mistrzostw Polski:
- złoty w latach 1997[1] (kategoria 64 kg), 2000[2] (kategoria 69 kg), 2001[3] (kategoria 69 kg),2002[4] (kategoria 69 kg), 2004[5] (kategoria 69 kg),
- srebrny w latach 1996[6] (kategoria 64 kg), 2003[7] (kategoria 69 kg),
- brązowy w latach 1999[8] (kategoria 69 kg), 2005[9] (kategoria 69 kg)

Na igrzyskach w Atlancie wystartował w wadze piórkowej zajmując 21. miejsce.
Zawodnik Budowlanych Koszalin i Okęcia Warszawa.